# Kurt Müller (Diplomat)
Kurt Müller (* 23. Oktober 1921 in Elberfeld; † 7. September 2001 in Bonn) war ein deutscher Diplomat.

## Leben
Im Zweiten Weltkrieg war Müller Offizier und geriet danach für kurze Zeit in Kriegsgefangenschaft. Nach seiner Entlassung studierte er zwischen 1945 und 1950 Geschichte, Romanistik und Islamkunde in Bonn. Er promovierte über einen Mamelucken-Sultan aus der Zeit der Kreuzzüge, was ihm den Spitznamen „Mamelucken-Müller“ einbrachte.
Danach absolvierte Müller den Anwärterdienst für den Auswärtigen Dienst. Dabei lernte er zum Beispiel Botschafter Peter H. Pfeiffer kennen. 1950 trat er in den Auswärtigen Dienst ein. Zuerst wurde er nach Damaskus entsandt. Dabei kamen ihm wie bei anderen Einsätzen im Nahen Osten seine guten arabischen Sprachkenntnisse zugute. Von 1958 bis 1961 arbeitete Müller an der Botschaft in Karatschi. Er erreichte dabei den Rang eines Legationsrats I. Klasse. Zwischen 1961 und 1964 war er dem Ministerbüro in Bonn unter den Außenministern Heinrich von Brentano und Gerhard Schröder zugeteilt. Danach war er Botschaftsrat I. Klasse und Geschäftsträger in Kairo und wurde dann von 1965 an deutscher Botschafter in Addis Abeba.
1969 wurde er Ministerialdirigent und Leiter einer Unterabteilung der Politischen Abteilung in Bonn.
Von 1974 bis zum Frühsommer 1977 amtierte er als deutscher Botschafter in Indonesien.
Anfang 1977 trat Müller sein Amt als Leiter der Kulturabteilung des Auswärtigen Amtes im Range eines Ministerialdirektors an. Müller hat die Kulturabteilung des Auswärtigen Amtes, die ein weites Feld zu bearbeiten hatte und zu deren Bereich unter anderen auch Institutionen wie Inter Nationes, die Goethe-Institute und die Übersee-Institute in Hamburg gehören, diskret und ohne laute Töne geleitet.
Mitte November 1981 folgte er Hans-Joachim Hille als Botschafter in Kairo nach.
Müller war verheiratet.

## Ehrungen
- Bundesverdienstkreuz am Bande (1968)
- Bundesverdienstkreuz 1. Klasse (1978)
- Großes Bundesverdienstkreuz (1983)